# فریدبورگرهوته
فریدبورگرهوته (به آلمانی: Friedeburgerhütte) یک منطقهٔ مسکونی در آلمان است که در گرب‌اشتت واقع شده‌است. فریدبورگرهوته ۲۵۵ نفر جمعیت دارد و ۹۴ متر بالاتر از سطح دریا واقع شده‌است.